# 豊栄村 (千葉県匝瑳郡)
豊栄村（とよさかむら）は、千葉県匝瑳郡にかつて存在した村である。

## 地理
- 現在の匝瑳市、旧八日市場市の西部に位置している。
- 村域は台地と平地が入り組む谷戸が多い地形になっている。

## 歴史

### 沿革
- 1889年（明治22年）4月1日 - 町村制施行に伴い、飯倉村・富岡村・時曽根村・貝塚村・木積村・久方村・田久保村・新村・亀崎村が合併し、匝瑳郡豊栄村が発足。
- 1954年（昭和29年）3月31日 - 豊栄村は八日市場町・平和村・椿海村・匝瑳村・須賀村・共興村・吉田村・飯高村・豊和村とともに合併して八日市場町が発足。豊栄村は消滅。

変遷表
| 1868年 以前 | 1868年 以前 | 明治22年 4月1日 | 昭和29年   | 昭和29年 | 平成18年 1月23日 | 現在   |
| 1868年 以前 | 1868年 以前 | 明治22年 4月1日 | 3月31日    | 7月1日   | 平成18年 1月23日 | 現在   |
| ----------- | ----------- | --------------- | ---------- | -------- | ---------------- | ------ |
|             | 飯倉村      | 豊栄村          | 八日市場町 | 市制     | 匝瑳市           | 匝瑳市 |
|             | 富岡村      | 豊栄村          | 八日市場町 | 市制     | 匝瑳市           | 匝瑳市 |
|             | 時曽根村    | 豊栄村          | 八日市場町 | 市制     | 匝瑳市           | 匝瑳市 |
|             | 貝塚村      | 豊栄村          | 八日市場町 | 市制     | 匝瑳市           | 匝瑳市 |
|             | 木積村      | 豊栄村          | 八日市場町 | 市制     | 匝瑳市           | 匝瑳市 |
|             | 久方村      | 豊栄村          | 八日市場町 | 市制     | 匝瑳市           | 匝瑳市 |
|             | 田久保村    | 豊栄村          | 八日市場町 | 市制     | 匝瑳市           | 匝瑳市 |
|             | 新村        | 豊栄村          | 八日市場町 | 市制     | 匝瑳市           | 匝瑳市 |
|             | 亀崎村      | 豊栄村          | 八日市場町 | 市制     | 匝瑳市           | 匝瑳市 |

## 人口・世帯

### 人口
総数 [単位： 人]
| 1891年（明治24年） | 2,079 |
| 1920年（大正 9年） | 2,201 |
| 1930年（昭和 5年） | 2,289 |
| 1954年（昭和29年） | 2,779 |

### 世帯
総数 [単位： 世帯]
| 1920年（大正 9年） | 407 |
| 1930年（昭和 5年） | 417 |
| 1954年（昭和29年） | 482 |

## 交通

### 鉄道
- 日本国有鉄道（ → 東日本旅客鉄道）
  - ■総武本線
    - 飯倉駅
- 成田鉄道
  - 多古線（昭和19年1月11日に休止。昭和21年10月9日に廃止。）
    - 豊栄駅

### 道路
- 二級国道
  - 国道126号